# Calgary-Ouest
Pour les articles homonymes, voir Calgary (homonymie).
Calgary-Ouest était une circonscription électorale fédérale canadienne de l'Alberta.

## Circonscription fédérale
La circonscription se situait au sud de l'Alberta et représentait le nord-ouest de Calgary.
Les circonscriptions limitrophes étaient Calgary-Centre-Nord, Calgary—Nose Hill, Calgary-Centre, Macleod et Wild Rose.   
Elle possédait une population de 132 162 personnes, dont 97 857 électeurs, sur une superficie de 89 km².

## Résultats électoraux
|       | Candidat       | Parti              | # de voix | % des voix |
|       | (x) Rob Anders | Conservateur       | +39 996,  | 62,16 %    |
|       | Janice Kinch   | Libéral            | +11 374,  | 17,68 %    |
|       | Shawna Knowles | NPD                | +06 679,  | 10,38 %    |
|       | Anna Wagner    | Vert               | +06 070,  | 9,43 %     |
|       | André Vachon   | Marxiste-léniniste | +00227,   | 0,35 %     |
| Total | Total          | Total              | 64 346    | 100 %      |

|       | Candidat               | Parti              | # de voix | % des voix |
|       | (x) Rob Anders         | Conservateur       | +34 579,  | 57,36 %    |
|       | Jennifer Pollock       | Libéral            | +13 204,  | 21,9 %     |
|       | Teale Phelps Bondaroff | NPD                | +03 832,  | 6,36 %     |
|       | Randall Weeks          | Vert               | +06 722,  | 11,15 %    |
|       | André Vachon           | Marxiste-léniniste | +00155,   | 0,26 %     |
|       | Kirk Schmidt           | Indépendant        | +01 790,  | 2,97 %     |
| Total | Total                  | Total              | 60 282    | 100 %      |

## Historique
La circonscription de Calgary-Ouest a été créée en 1914 d'une partie de la circonscription de Calgary. Abolie en 1952, elle fut redistribuée parmi les circonscriptions de Calgary-Nord, Calgary-Sud, Bow River et Red Deer. La circonscription réapparut en 1976 grâce au morcellement de Calgary-Nord, Calgary-Sud, Calgary-Centre, Macleod et de Palliser. Abolie lors du redécoupage de 2012, elle fut redistribuée parmi Calgary Signal Hill, Calgary Rocky Ridge et Calgary Confederation.
1917 - 1953
1. 1917-1921 — Thomas Tweedie, Unioniste
2. 1921-1925 — Joseph Tweed Shaw, Labour IND
3. 1925-1939 — Richard Bedford Bennett, CON
4. 1939¹-1940 — Douglas Cunnington, CON
5. 1940-1945 — Manley Justin Edwards, PLC
6. 1945-1951 — Arthur LeRoy Smith, PC
7. 1951¹-1953 — Carl Olof Nickle, PC

1979 - 2015
1. 1979-1993 — Jim Hawkes, PC
2. 1993-1997 — Stephen Harper,  PR
3. 1997-2015 — Rob Anders, PR (1997-2000), AC (2000-2003) et PCC (2003-....)

- AC = Alliance canadienne
- CON = Parti conservateur du Canada (ancien)
- PC = Parti progressiste-conservateur
- PCC = Parti conservateur du Canada
- PLC = Parti libéral du Canada
- PR = Parti réformiste du Canada
- ¹ = Élection partielle

1. ↑  Élections Canada.